# Еја сир Сјул
Еја сир Сјул (фр. Ayat-sur-Sioule) насеље је и општина у централној Француској у региону Оверња, у департману Пиј де Дом која припада префектури Риом.
По подацима из 2011. године у општини је живело 144 становника, а густина насељености је износила 10,14 становника/km². Општина се простире на површини од 14,2 km². Налази се на средњој надморској висини од 500 метара (максималној 716 m, а минималној 360 m).

## Демографија
| 1962. | 1968. | 1975. | 1982. | 1990. | 1999. | 2011. |
| ----- | ----- | ----- | ----- | ----- | ----- | ----- |
| 170   | 196   | 161   | 159   | 134   | 122   | 144   |

График промене броја становника у току последњих година